# Elezioni presidenziali in Romania del 1990
Le elezioni presidenziali in Romania del 1990 si tennero il 20 maggio. Si trattò della prima tornata elettorale dell'era democratica, organizzata a poco più di cinque mesi dal successo della rivoluzione romena del 1989, che mise fine alla dittatura comunista di Nicolae Ceaușescu.
Il voto premiò Ion Iliescu, ex dirigente comunista, figura di primo piano del Fronte di Salvezza Nazionale (FSN) e già leader dell'organo di potere provvisorio, che fu riconfermato nel ruolo di capo di Stato con un travolgente 85%, mentre i suoi avversari Radu Câmpeanu (PNL) e Ion Rațiu (PNȚCD) ottennero rispettivamente il 10% e il 4%. Contestualmente il suo partito ottenne la maggioranza assoluta sia alla camera che al senato nelle concomitanti elezioni parlamentari, dando vita ad un governo monocolore con a capo Petre Roman, già Primo ministro del governo provvisorio.

## Sistema elettorale
Le elezioni si svolsero in base alla legge 92 del 14 marzo 1990 emanata dal Consiglio Provvisorio di Unione Nazionale che, per via dell'inesistenza di un testo costituzionale per la nuova repubblica democratica, disciplinava molteplici aspetti del nuovo ordine istituzionale. Il provvedimento, infatti, gettò le basi di numerosi dettami che sarebbero stati ripresi nella futura costituzione del 1991, introducendo il bicameralismo in Romania e i regolamenti per il funzionamento del parlamento. La legge regolamentava le elezioni per il presidente della repubblica e per le due camere, stabiliva che la legislatura costituente avrebbe avuto a disposizione 18 mesi per elaborare ed approvare un testo costituzionale e, una volta adottato, il parlamento avrebbe dovuto indire nuove elezioni entro un anno. L'atto normativo decretò i principi della separazione dei poteri, dello stato di diritto e del voto libero, segreto e diretto, affermando che il potere legislativo sarebbe stato assunto dal parlamento. La legge istituiva un organo unico di controllo e di convalida del processo elettorale, l'Ufficio elettorale centrale (Biroul Electoral Central, BEC).
Avevano diritto di voto i cittadini di almeno 18 anni, iscritti nelle liste elettorali del proprio comune, mentre per registrarsi in qualità di candidati, i partiti o i cittadini dovevano presentare almeno 251 firme.
La legge prescriveva il sistema di voto proporzionale a liste bloccate senza soglia di sbarramento per entrambe le camere. Il numero di deputati sarebbe stato di 387, cui si aggiungevano i rappresentanti delle organizzazioni politiche delle minoranze etniche. I partiti delle minoranze già registrati al momento dell'emanazione della legge avrebbero avuto diritto ad un parlamentare anche nel caso in cui non avessero raggiunto il numero di voti necessario a garantirgli rappresentanza. Potevano candidarsi alla camera i cittadini di almeno 21 anni d'età.
Il numero dei senatori dipendeva dalla popolazione residente in ogni singolo distretto della Romania (14 senatori per la circoscrizione di Bucarest, 2 senatori per i distretti fino a 500 000 abitanti, 3 senatori per i distretti fino a 750 000 e 4 senatori per i restanti distretti). Potevano candidarsi al senato i cittadini di almeno 30 anni d'età.
Il presidente della Romania era eletto in maniera diretta da tutti i cittadini. Per la nomina al primo turno sarebbe stato necessario ottenere il 50% + 1 del numero degli iscritti alle liste elettorali. Nel caso in cui nessun candidato avesse conseguito tale risultato, sarebbe stato organizzato un turno di ballottaggio tra i due candidati più votati. In tale evenienza sarebbe stata sufficiente la maggioranza semplice dei voti. Poteva candidarsi alla presidenza qualunque cittadino che avesse presentato 100 000 firme. Secondo la legge il presidente eletto avrebbe dovuto abbandonare la propria affiliazione ad un partito politico. I candidati avrebbero dovuto registrarsi entro il 22 aprile 1990.
L'apertura delle urne era prevista per le 6:00 e la chiusura per le 23:00.

## Quadro politico

### Contesto storico
La caduta del regime comunista di Nicolae Ceaușescu avvenuta in seguito alla rivoluzione romena del 1989 creò un vuoto di potere che venne colmato con la creazione, il 22 dicembre 1989, di un ente di governo provvisorio, il Consiglio del Fronte di Salvezza Nazionale (CFSN), organizzazione composta prevalentemente da politici dissidenti del vecchio regime. Il riconoscimento del CFSN come organo di potere già il 22 dicembre diede al comitato esecutivo e, quindi, in mancanza di una vera opposizione politica strutturata, al suo presidente Ion Iliescu, la possibilità di gestire l'organizzazione e l'orientamento del neocostituito ente. I vertici del CFSN ottennero il potere di nomina del primo ministro e del consiglio dei ministri, nonché il controllo dell'esercito e di tutta la struttura di difesa del paese. Il 26 dicembre venne nominato primo ministro Petre Roman, mentre il 31 dicembre il CFSN emanò il decreto di abolizione del partito unico, consentendo la formazione di nuovi gruppi politici.
Nel gennaio 1990 Iliescu decise di trasformare il CFSN in un partito politico, il Fronte di Salvezza Nazionale (FSN), per poter concorrere alle future elezioni. A causa di questa mossa i partiti di opposizione accusarono apertamente il FSN di mettere in pericolo la democrazia e di voler ricostituire un omologo del PCR. Malgrado i propositi di rinnovamento, infatti, la base del FSN era strettamente legata all'ideologia comunista e la sua dirigenza aveva avuto un ruolo attivo nel partito unico sotto il regime. Il 28 gennaio 1990, quindi, le opposizioni organizzarono delle proteste a Bucarest. Preoccupato dall'escalation, Ion Iliescu fece appello alla classe lavoratrice affinché intervenisse in difesa della patria contro possibili destabilizzazioni. L'invito venne accolto dai minatori della valle del Jiu, che si resero protagonisti di violenze e parteciparono alla repressione delle manifestazioni al fianco delle forze dell'ordine. Si trattò della prima mineriada. Un episodio simile si ripeté a meno di un mese di distanza, mentre nei mesi successivi il clima politico fu infiammato dal conflitto interetnico di Târgu Mureș (marzo) e dalla golaniada (aprile-giugno), le manifestazioni anti-Iliescu organizzate dagli studenti, che protestavano contro la continuità della classe politica del nuovo ordinamento rispetto a quella della Romania comunista.
Il 10 febbraio 1990 venne emanato il decreto legge per la ridefinizione del CFSN in Consiglio provvisorio di unione nazionale (CPUN), piattaforma che ricalcava l'organizzazione del CFSN, ma che includeva anche i rappresentanti degli altri partiti. L'obiettivo principale era traghettare il paese fino a nuove libere elezioni indette per il 20 maggio 1990, varando la relativa legge elettorale. Iliescu mantenne la presidenza, mentre la vicepresidenza venne assegnata ai rappresentanti di altre forze politiche. La maggioranza del CPUN, in ogni caso, era costituita da elementi facenti capo al FSN.

### Partiti principali
L'abolizione del partito unico favorì il proliferare di tantissime nuove esperienze politiche, per la maggior parte piccole, strutturalmente deboli e legate a singole personalità. Malgrado l'ampia offerta politica, il panorama era dominato sotto tutti i punti di vista dal Fronte di Salvezza Nazionale, che guidava la totalità delle istituzioni e dei mass media. Come notato da alcuni studiosi tale quadro era favorito anche dall'assenza di una cultura politica pluralista, elemento viziato da decenni di dittatura, che spingeva molti elettori, principalmente tra la popolazione rurale e la classe operaia, ancora legati alle politiche di protezione sociale proprie del regime a favorire il partito di Iliescu, mentre le altre forze non avevano avuto il tempo necessario per consolidarsi e organizzare le proprie strutture.
Furono rifondati, tra gli altri, i partiti "storici" precedentemente messi fuori legge dal Partito Comunista Rumeno, cioè il Partito Nazionale Contadino Cristiano Democratico (PNȚCD) di Corneliu Coposu, il Partito Nazionale Liberale (PNL) di Radu Câmpeanu e il Partito Social Democratico Romeno (PSDR) di Sergiu Cunescu, che si richiamavano ad una tradizione politica risalente agli anni trenta e quaranta.
Nacquero anche partiti su base etnica, attivi principalmente in Transilvania, dove ricevettero un consenso maggiore che in altre zone completamente controllate dal FSN. L'Unione Democratica Magiara di Romania (UDMR) apparve in difesa dei diritti della minoranza ungherese, opponendosi alle forze ultranazionaliste romene del Partito dell'Unità Nazionale Romena (PUNR) e dell'Unione del Focolare Romeno (UVR).
Al fianco dei partiti politici, nei mesi successivi videro la luce diverse organizzazioni indipendenti, sindacati, associazioni studentesche o intellettuali che, senza indicare propri candidati, ebbero un peso nella vita politica del paese, come il Gruppo per il dialogo sociale (GDS) o il sindacato Fratellanza.

## Campagna elettorale
Come disposto dalla legge 92/1990 la campagna elettorale iniziò nel giorno della comunicazione della data del voto, il 20 marzo 1990, e si concluse due giorni prima delle elezioni.
Le elezioni del 20 maggio 1990 furono le prime a celebrarsi al di fuori del sistema a partito unico da oltre quarant'anni, alle quali presentarono proprie liste ben 73 formazioni politiche e 338 figure indipendenti, per un totale di oltre 5.700 candidati alla camera dei deputati e 1.580 al senato. Per verificare il corretto svolgimento delle operazioni di voto nei 12.630 seggi, le istituzioni estere inviarono 360 osservatori internazionali, cui fu garantito il diritto di accedere alle sezioni di voto e di presenziare alle operazioni di conteggio. Tra gli altri, vi furono rappresentanti del Consiglio europeo, del Parlamento europeo, dell'International Helsinki Federation for Human Rights, di gruppi parlamentari di paesi stranieri e una delegazione statunitense guidata dal governatore del Nuovo Messico Garrey Carruthers.
La legge 92/1990 prevedeva la garanzia e la gratuità di accesso alla televisione per tutte le formazioni politiche. Il progetto mediatico di educazione al voto e al processo elettorale predisposto dal governo ebbe scarsi risultati, con pochi spot che spiegavano come esprimere la propria preferenza, mentre ebbero maggior effetto i programmi di politica, che rappresentavano la maggior fonte di informazione per gli elettori. Nel corso della campagna elettorale furono trasmessi oltre 15.000 minuti di contenuti relativi alle elezioni, con spazi giornalieri e programmi ad hoc, in modo da permettere a tutti i concorrenti di presentare la propria offerta politica. Lo Studiul electoral (dalla durata di 40-80 minuti) andava in onda tutti i giorni, il Dialog electoral (60 minuti) ebbe cadenza quotidiana nelle ultime settimana di campagna, il Curier electoral (35-45 minuti) era trasmesso dopo ogni edizione del telegiornale, mentre Invitatul săptămânii (60 minuti) si concentrava sui principali leader politici romeni.
Nella sera precedente le chiusura della campagna elettorale, con la mediazione di Răzvan Theodorescu, la Televiziunea Română mandò in onda tre ore di dibattito tra i tre candidati alla presidenza della repubblica.
La campagna elettorale contò 213 rally elettorali e 473 comizi autorizzati dalle autorità in tutto il paese, sebbene fossero stati organizzati pochissimi sparuti eventi di questo tipo nelle aree rurali. In diverse occasioni, tuttavia, si registrarono disordini. In base ai rapporti del ministero degli interni vi furono 51 casi di distruzione di manifesti elettorali, 29 di danneggiamenti alle sedi dei partiti e 35 di aggressioni fisiche o verbali.

### Fronte di Salvezza Nazionale

Percentuali di voto per Ion Iliescu in ogni distretto della Romania.

Subito dopo la svolta del gennaio 1990, che trasformò l'organo istituzionale in un partito politico, i vertici del FSN si preoccuparono di spostare in massa il voto del neonato corpo elettorale in loro favore. In assenza di diversi modelli di riferimento, buona parte della popolazione, specialmente nelle aree rurali, infatti, era legata al bagaglio ideologico e al sistema economico comunista, elemento ampiamente accolto dal partito di Iliescu.
Tra il 7 e l'8 aprile 1990 si svolse la prima conferenza nazionale del FSN, che nominò formalmente Iliescu presidente del partito e ne stabilì la candidatura alle elezioni presidenziali di maggio. 17 aprile 1990 Iliescu presentò la propria candidatura all'Ufficio elettorale centrale, allegando alla domanda circa 170 000 firme, a fronte delle 100 000 necessarie per l'iscrizione.
Sul piano interno il discorso politico dei vertici del FSN era volutamente ambiguo e faceva continui riferimenti al futuro della Romania, sulla convenienza di adottare un sistema economico misto senza forzature capitaliste e si appellava all'affermazione della democrazia rumena, senza contenuti diretti e determinabili. Il FSN faceva leva sui timori della popolazione nel caso di una vittoria delle forze liberali, paventando scenari che avrebbero portato ad una massiccia disoccupazione, alla vendita a potenze straniere dell'industria statale e alla cessione della Transilvania all'Ungheria. Tra gli altri argomenti portati avanti di fronte agli elettori vi fu quello di sottolineare che Iliescu era l'unico dei candidati alla presidenza a non essere vissuto in esilio all'estero negli ultimi decenni. Nei rapporti con gli osservatori esterni, intenzionato a dimostrarsi aperto all'occidente, il FSN annunciò di aver richiesto l'ammissione all'Internazionale socialista, di essere favorevole al dialogo con le opposizioni e di voler costruire un governo sul modello della socialdemocrazia svedese. Rispetto agli altri leader, inoltre, Ion Iliescu rappresentava una figura carismatica e dominante, un riferimento sia per il suo partito che per l'opposizione.
Nonostante l'apertura della televisione e della radio di stato alle altre formazioni politiche, i media rimanevano essenzialmente uno strumento filogovernativo. Diversi osservatori notarono un netto appoggio alle notizie che riguardavano il FSN, mentre poco spazio veniva lasciato alle forze di opposizione, spesso presentate con toni negativi. Oltre a godere dei vantaggi derivanti dalla supremazia nelle istituzioni in termini di risorse, strumenti e personale, il FSN controllava anche la pubblicazione della maggior parte dei giornali del paese che, a causa dei limiti tecnici dei privati, venivano quasi interamente stampati nelle tipografie di stato. In alcuni casi ciò costituì una limitazione alla libertà d'espressione. Diversi rappresentanti delle opposizioni, infatti, denunciarono episodi nei quali i dipendenti delle tipografie si erano rifiutati di dare alle stampe pubblicazioni che criticavano l'azione di governo, o casi nei quali gli impiegati dei loro giornali avevano subito intimidazioni. Al fianco della testata del partito, Azi, il principale quotidiano del paese, Adevărul, erede del comunista Scînteia, parimenti, forniva sistematicamente una versione filogovernativa dei fatti.

### Partiti "storici"

Percentuali di voto per Radu Câmpeanu in ogni distretto della Romania.

Percentuali di voto per Ion Rațiu in ogni distretto della Romania.

I principali partiti che si opponevano al quadro del FSN furono quelli "storici", che si richiamavano dichiaratamente alla tradizione politica dei loro partiti predecessori nel periodo tra le due guerre. Il Partito Nazionale Contadino Cristiano Democratico (PNȚCD) e il Partito Nazionale Liberale (PNL) furono rifondati da personalità che si erano opposte al regime e per tale motivo perseguite con la carcerazione o l'esilio.
Facendo fronte ad un'endemica carenza di risorse, i partiti storici guidarono diverse iniziative di protesta comuni, come quella del 29 gennaio a Bucarest, poi soffocata dall'intervento dei minatori, in occasione della quale diversi sostenitori del FSN devastarono le loro sedi, mentre per evitare una sassaiola il leader del PNȚCD Corneliu Coposu fu persino costretto a rifugiarsi nei locali del partito, per poi riuscire ad allontanarsi solo grazie all'intervento personale del primo ministro Petre Roman. Non si trattò, tuttavia, dell'unico episodio in cui fu messa in pericolo l'incolumità dei leader dell'opposizione. Episodi simili furono registrati anche nel corso di comizi tenutisi a Buzău e Brăila, mentre a Iași la sede del PNȚCD fu ripetutamente vandalizzata. In conseguenza di tali eventi, il 1º febbraio 1990 i partiti chiesero di posticipare in autunno l'organizzazione delle elezioni, in modo da avere più tempo per educare la popolazione ai meccanismi del voto democratico. Il CPUN e il governo, tuttavia, ignorarono l'appello, indicendo elezioni per il 20 maggio.
I due partiti presentarono candidature separate alla presidenza della repubblica, l'imprenditore Ion Rațiu (PNȚCD), che viveva da 50 anni nel Regno Unito, e il leader del PNL Radu Câmpeanu, in esilio in Francia dal 1973. Nei loro discorsi entrambi utilizzarono riferimenti diretti ad un ampio processo di liberalizzazione, di privatizzazione, di democratizzazione, di restituzione ai proprietari dei beni confiscati dal regime, di dura opposizione al comunismo e, nel caso del PNȚCD, di restaurazione della monarchia costituzionale. Richiamandosi esplicitamente ai loro programmi politici degli anni trenta e ad un presunto passato idillico, tuttavia, il loro messaggio attraeva solamente una parte dell'intellighenzia urbana e studentesca. Larga parte della società, infatti, reduce da decenni di propaganda comunista, non desiderava discostarsi eccessivamente dal modello socialista, elemento che collocava le loro proposte su un piano idealistico difficilmente realizzabile nell'immediato futuro.
Il 9 aprile 1990 PNȚCD, PNL e il terzo partito storico, il Partito Social Democratico Romeno (PSDR) di Sergiu Cunescu, siglarono un patto di non aggressione, che impegnava le tre formazioni al sostegno comune contro le iniziative del FSN, ritenuto il prosecutore diretto del Partito Comunista Rumeno. Il 22 aprile un comizio elettorale organizzato dalle opposizioni a Bucarest si allargò fino a diventare una grande manifestazione a Piazza Università che si protrasse per tre mesi, coinvolgendo una certa fetta della società civile, principalmente studenti, che si battevano per l'introduzione dell'articolo 8 della Proclamazione di Timișoara, che avrebbe impedito agli ex quadri comunisti di rivestire incarichi pubblici nel nuovo stato. Mentre PNL e PNȚCD sostennero le proteste, queste furono biasimate dal FSN, dalla televisione di stato e dalla stampa filogovernativa.
Nel corso della campagna i partiti si confrontarono costantemente con il problema dell'accesso ai mezzi di informazione di massa, scontrandosi con i divieti imposti dalle autorità. Il PNȚCD, ad esempio, fu costretto a stampare in Bulgaria il proprio giornale ufficiale, Dreptate, quando anche la distribuzione fu resa difficoltosa dalle resistenze del governo.

### Partiti nazionalisti e su base etnica

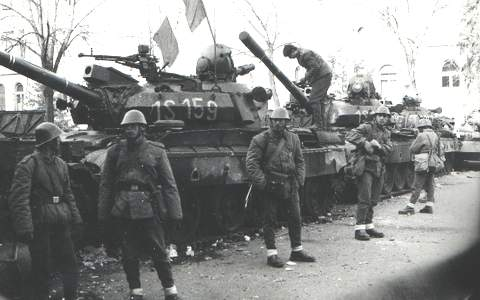
Truppe dell'esercito rumeno intervenute per sedare gli scontri di Târgu Mureș nel marzo 1990.

Nel 1990 mentre la maggior parte del paese era controllata dal FSN, in alcune aree della Transilvania lo scenario politico era polarizzato dallo scontro tra le forze regionaliste filoungheresi e quelle ultranazionaliste rumene. Tale clima era esacerbato dalle politiche di Ceaușescu, che aveva varato un programma di profondo indottrinamento nazionalista rumeno sopprimendo, di fatto, l'espressione delle minoranze. In seguito alla caduta della dittatura, la minoranza ungherese vide la possibilità di rivendicare speciali diritti negati nei decenni di regime. La comunità ebbe la propria manifestazione politica nell'Unione Democratica Magiara di Romania (UDMR) che, a parte alcune fazioni più estremiste, portava avanti argomenti principalmente di natura linguistica e culturale. L'UDMR richiese modifiche del sistema educativo e scolastico, la riapertura dell'Università di Cluj-Napoca, l'introduzione del bilinguismo in Transilvania e la creazione di un Ministero delle nazionalità.
Diverse frange reazionarie filorumene, che temevano la distruzione dell'unità del paese a causa della concessione di eccessivi diritti per gli ungheresi, si organizzarono nell'associazione xenofoba e ultranazionalista dell'Unione del Focolare Romeno (UVR), che ebbe un ruolo di primo piano nei violenti scontri tra le due comunità che ebbero luogo a Târgu Mureș tra il 19 e il 21 marzo 1990. Il braccio politico dell'UVR, il Partito di Unione Nazionale dei Romeni di Transilvania (PUNRT), poi ridenominato Partito dell'Unità Nazionale Romena (PUNR), si organizzò per le elezioni del maggio 1990 in una coalizione insieme al Partito Repubblicano, l'Alleanza per l'Unità dei Romeni (AUR).

## Risultati
| Ion Iliescu     | Fronte di Salvezza Nazionale                      | 12 232 498 | 85,07 |  |  |  |  |  |
| Radu Câmpeanu   | Partito Nazionale Liberale                        | 1 529 188  | 10,64 |  |  |  |  |  |
| Ion Rațiu       | Partito Nazionale Contadino Cristiano Democratico | 617 007    | 4,29  |  |  |  |  |  |
| Totale          | Totale                                            | 14 378 693 | 100   |  |  |  |  |  |
|                 |                                                   |            |       |  |  |  |  |  |
| Voti non validi | Voti non validi                                   | 447 923    | 3,02  |  |  |  |  |  |
| Votanti         | Votanti                                           | 14 826 616 | 86,20 |  |  |  |  |  |
| Elettori        | Elettori                                          | 17 200 722 |       |  |  |  |  |  |

## Conseguenze

### Primo governo eletto
Il Fronte di Salvezza Nazionale capitalizzò facilmente la propria superiorità organizzativa e mediatica, conquistando la presidenza della repubblica già al primo turno e una maggioranza bulgara in parlamento. Ion Iliescu, che prestò giuramento il 20 giugno per un mandato di due anni, si dichiarò disponibile ad accogliere i partiti di opposizione al governo, mentre Câmpeanu rifiutò l'invito, recriminando l'impossibilità di una collaborazione a causa della scarsa indole liberale del FSN.
Dopo il FSN, i partiti che ottennero il numero maggiore dei voti, PNL e UDMR con circa il 7%, rappresentavano forze minoritarie incapaci di condurre un'opposizione efficace. Nel mese di giugno i manifestanti accampati in Piazza Università a Bucarest dal mese di aprile, bollati da Iliescu come hooligan (golani), furono sgomberati con la violenza su sprone delle istituzioni, in quella che passò alla storia come mineriada del giugno 1990. Dopo due settimane si insediò il governo Roman II, monocolore FSN.
In seguito all'insediamento da presidente della Romania, come richiesto dalla legge, Iliescu abbandonò l'affiliazione al partito e ne lasciò formalmente la guida a Petre Roman.

### Reazioni degli osservatori
Come sottolineato dagli osservatori internazionali, tra i quali la delegazione del Parlamento europeo e quelle dei parlamenti inglese e francese, le elezioni si svolsero in maniera generalmente regolare, nonostante la segnalazione di serie criticità.
In occasione di una conferenza stampa l'International Helsinki Federation for Human Rights dichiarò che la correttezza del processo elettorale era stata rispettata nei centri maggiori, mentre nelle località rurali erano stati registrati casi di gravi irregolarità che, secondo l'organizzazione, avrebbero influito sulla corretta espressione del voto popolare. Secondo i rappresentanti dei partiti di opposizione, infatti, nelle zone adiacenti ai seggi elettorali, i candidati del FSN avrebbero sistematicamente incalzato gli elettori, mentre il leader del PNȚCD Coposu denunciò il ricorso a brogli elettorali. In alcuni casi all'interno dei seggi erano presenti materiali elettorali riconducibili al FSN. In due episodi verbalizzati in zone diverse del paese, gli scrutatori delle sezioni elettorali avrebbero scoperto l'esistenza di schede premarcate sul simbolo del FSN.
Secondo un rapporto dell'International Foundation for Electoral Systems il processo elettorale si svolse con imperfezioni significative. La delegazione rilevò la presenza di persone non autorizzate nei seggi e al momento della conta dei voti, la realizzazione di errori tecnici nelle operazioni di spoglio, comizi di propaganda effettuati nelle immediate vicinanze o all'interno delle sezioni di voto, l'esistenza di urne senza sigilli, sezioni di voto vigilate da un solo membro facente parte di un partito. Malgrado ciò, secondo la fondazione tali problemi non avrebbero influenzato profondamente il risultato delle elezioni. La stessa istituzione, tuttavia, ritenne particolarmente grave la mancata presa di posizione da parte dei vertici di governo riguardo agli episodi di violenza registrati contro i rappresentanti delle forze di opposizione da parte dei sostenitori del FSN recriminando, altresì, la differenziata ed ineguale possibilità di accesso alla radio, alla televisione e alla stampa del partito di Iliescu rispetto ai gruppi di opposizione.
Tra i più duri critici, Andreas Khol, osservatore dell'Unione Democratica Europea, affermò che le elezioni non si erano svolte in maniera democratica e che la vittoria di Iliescu e del suo partito non erano legittime. Maria Adelaide Aglietta, membro della delegazione del Parlamento europeo, sollevò dubbi sulla regolarità del voto alla luce dell'enorme pressione posta dal FSN sull'elettorato.
Il voto si svolse nella giornata che nel calendario cristiano ortodosso celebrava il miracolo della guarigione del cieco da parte di Gesù Cristo, la "domenica del cieco" (duminica orbului), che cadeva nella quinta domenica dopo Pasqua. Nel gergo giornalistico, al fianco del significato religioso, si iniziò ad utilizzare l'espressione duminica orbului con accezione negativa, riferendosi simbolicamente all'occasione in cui i romeni avevano ciecamente votato per Iliescu e il FSN, scegliendo la continuità con le politiche economico-sociali del precedente regime e rigettando le incipienti istanze liberali.